# فيليكس توماس
فيليكس توماس (بالفرنسية: Félix Thomas)‏ هو نحات ومهندس معماري ورسام فرنسي، ولد في 29 سبتمبر 1815 في نانت في فرنسا، وتوفي بنفس المكان في 5 أبريل 1875.

## معرض صور

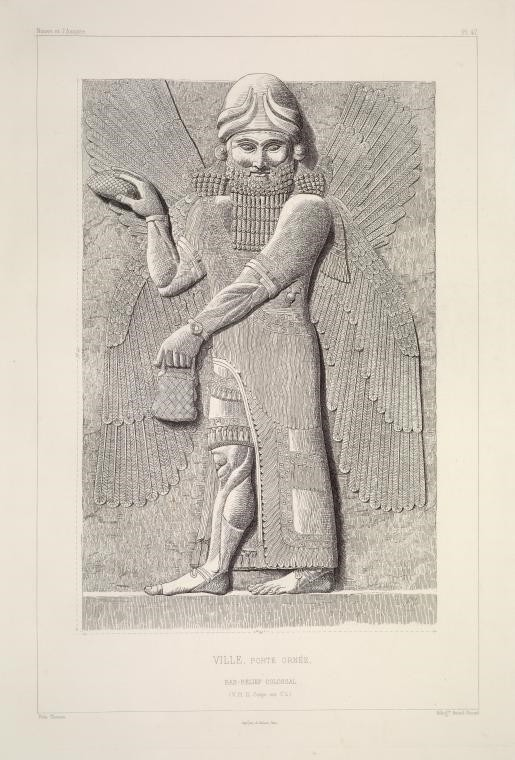
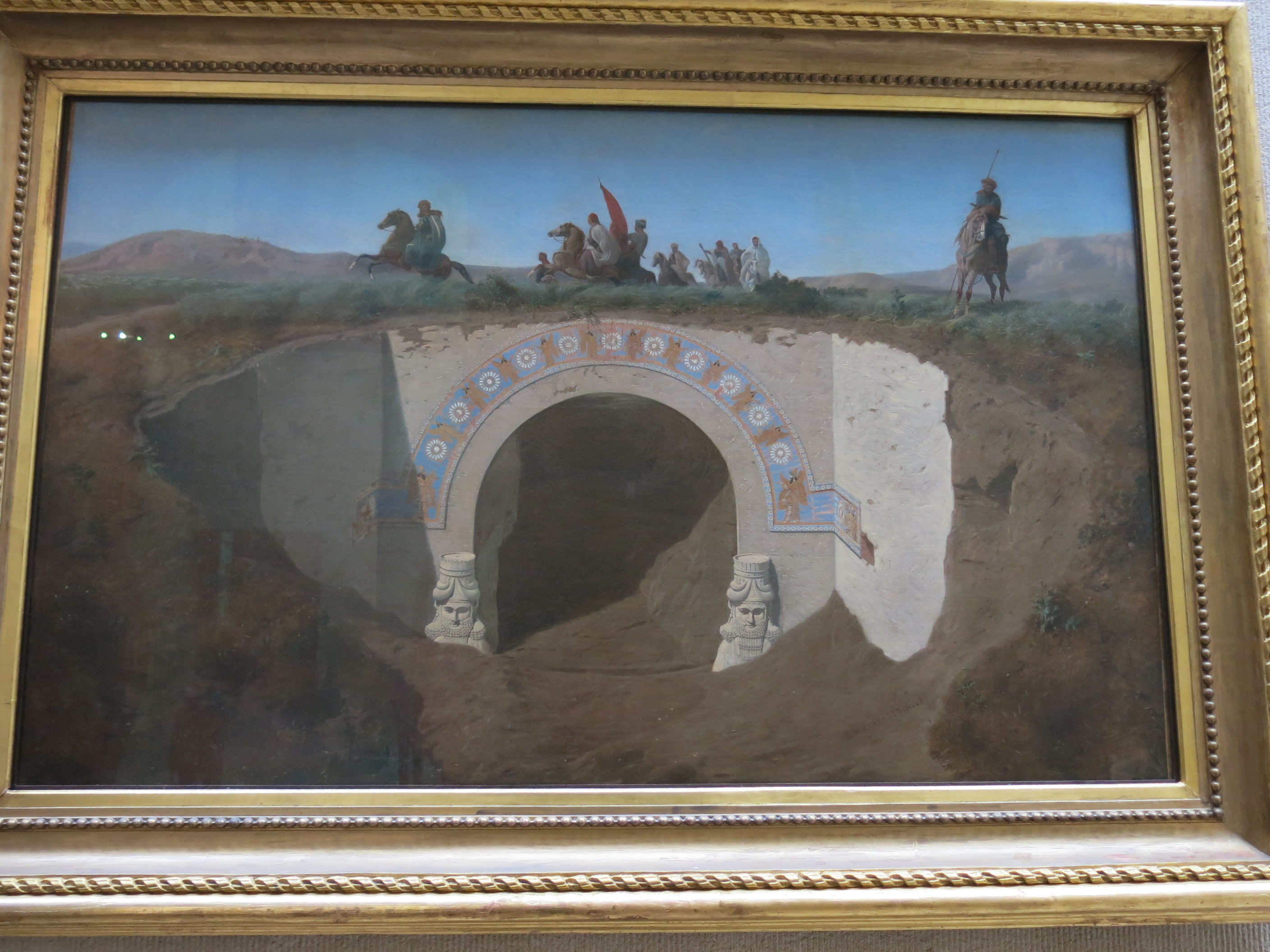
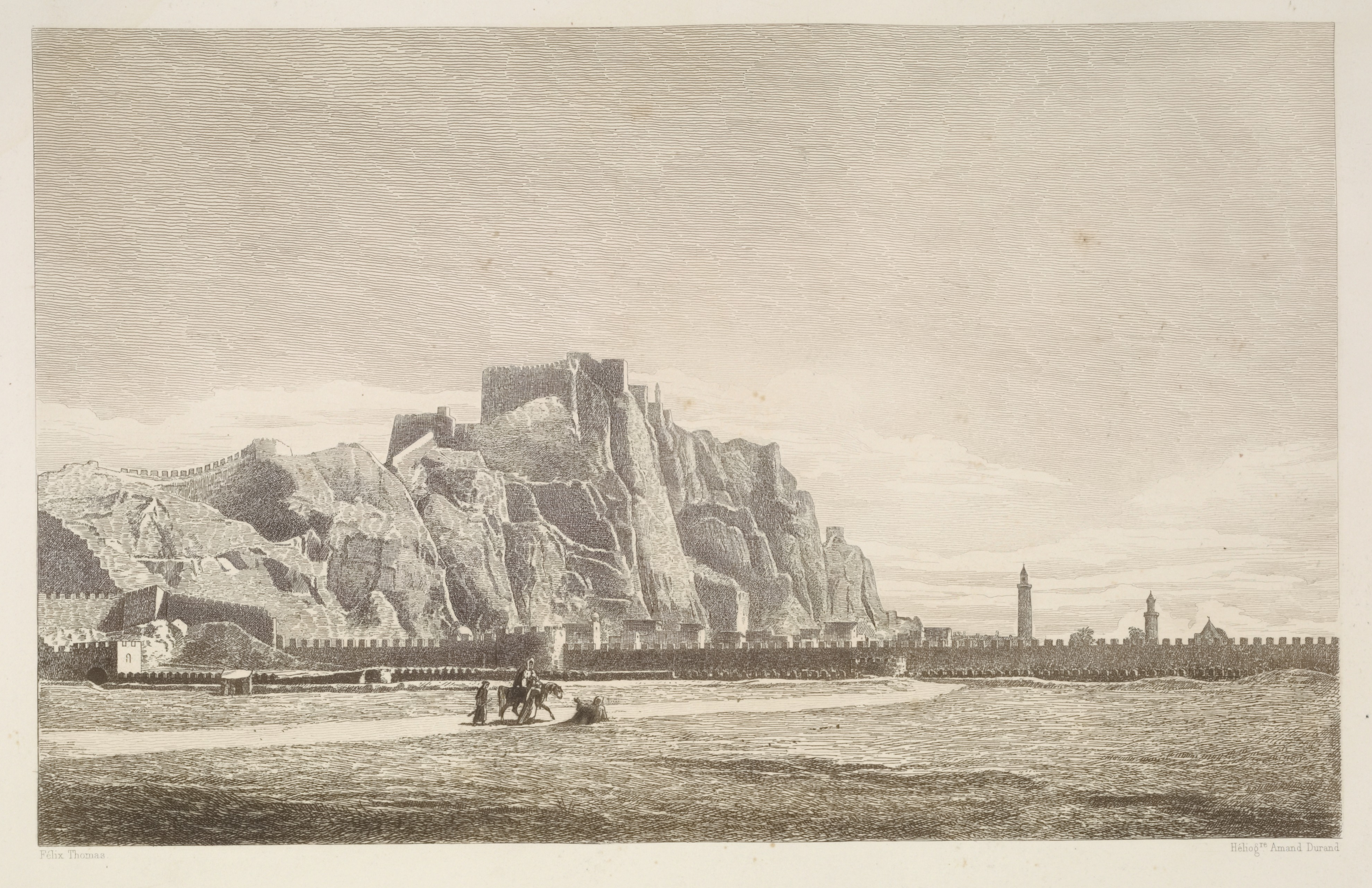
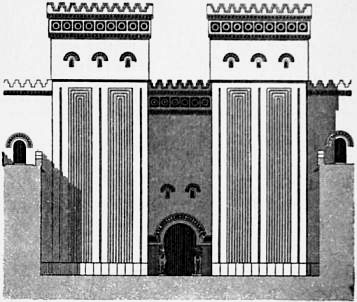
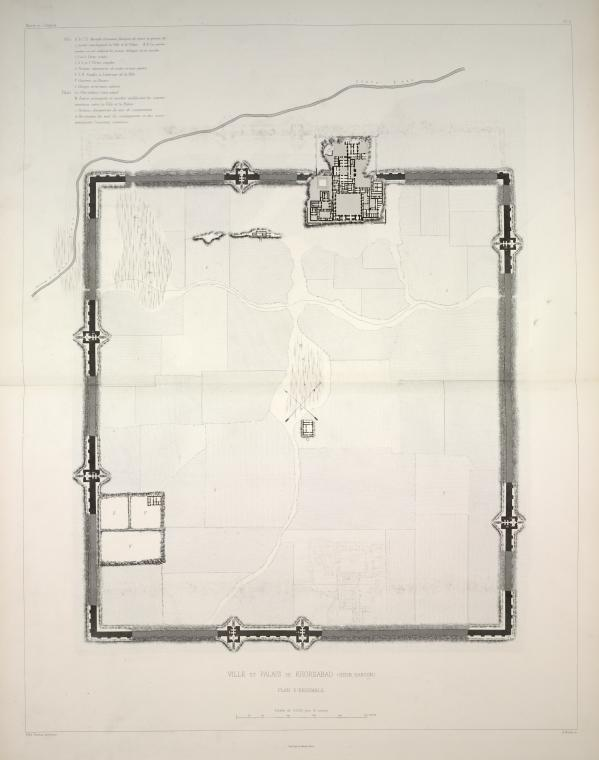